# Adélaïde Charlier
Adélaïde Charlier (Namen, 9 december 2000) is een Belgische activiste die strijdt voor klimaat- en sociale rechtvaardigheid. Ze heeft in België de beweging Youth for Climate mee opgericht. Ze is voornamelijk bekend om haar inzet in de strijd tegen klimaatverandering. Geïnspireerd door de acties van Greta Thunberg, is zij samen met Kyra Gantois en Anuna De Wever een van de boegbeelden van de eerste klimaatstakingen in België.

## Biografie
Adélaïde Charlier is afkomstig uit Namen.
In 2018 richtte Adélaïde Charlier samen met anderen de beweging Youth for Climate op in België, met als doel jongeren bewust te maken van en aan te zetten tot actie tegen klimaatverandering. Sindsdien heeft ze verschillende marsen voor het klimaat en betogingen georganiseerd en is ze aanwezig geweest in de media om te praten over klimaatopwarming en sociale rechtvaardigheid.
Tussen 2018 en 2019 werd ze de Franstalige Belgische vertegenwoordiger van Amnesty International.
Sinds 2020 studeert ze Politieke en Sociale Wetenschappen aan de Vrije Universiteit Brussel (VUB) en aan de Universiteit Gent (UGent).
Adélaïde is ook gepassioneerd door sport: ze maakte deel uit van het zwemteam van de United Nations International School of Hanoi en beoefent regelmatig triatlon.

## Activisme

### Bewustwording van klimaatverandering
Charlier raakte zich bewust van de klimaatverandering in haar vroege tienerjaren, terwijl ze met haar familie in Vietnam woonde. Van 2012 tot 2016 volgde ze haar opleiding aan de United Nations International School of Hanoi, een school van de Verenigde Naties waar klimaatverandering een belangrijk onderwerp was.

### Klimaatstaking studenten
Terwijl de "klimaatstakingen" van Youth for Climate begonnen in Vlaanderen op initiatief van activisten Anuna De Wever en Kyra Gantois, werd Adélaïde Charlier gevraagd om de mobilisatie uit te breiden in Wallonië. Ze werd snel een van de woordvoerders en figuren van de beweging. Op dat moment was ze nog student aan het Collège Notre-Dame de la Paix in Namen.

### COP25 - Oversteek van de Atlantische Oceaan
Op oktober 2019 stakt Adélaïde Charlier de Atlantische Oceaan over per zeilboot, vergezeld van andere activisten, zoals Anuna De Wever, om deel te nemen aan de COP25 in Santiago de Chili. Tijdens hun reis vernemen ze dat de Chileense president Sebastián Piñera beslist heeft om de COP25 te annuleren, als gevolg van een ernstige sociale crisis in het land.

### Stage bij Europese ecologisten
In 2020 gingen Charlier en De Wever op hun vraag een stage van enkele maanden volgen bij de fractie van De Groenen/Vrije Europese Alliantie in het Europees Parlement. Omdat Youth for Climate politiek neutraal wil zijn, beslisten ze niet langer als woordvoerder van die organisatie op te treden.

### Code Rouge/Rood
Vanaf 2022 werd ze mede een activist en gezicht van de Code Rouge/Rood-beweging in België. De beweging probeert door onder andere acties van burgerlijke ongehoorzaamheid zich in te zetten voor de klimaatproblematiek.

## Documentaires

### La meuf du climat
In 2021 heeft de RTBF La meuf du climat geproduceerd, een documentaire van 52 minuten gewijd aan Adélaïde Charlier. Die werd geregisseerd door Quentin Ceuppens en portretteert de documentaire de jonge vrouw uit Namen door onder andere interviews met haar naasten, familie, wetenschappers en ook Greta Thunberg, die een van haar beste vriendinnen is geworden.

### Soeurs de combat
Adélaïde Charlier verschijnt in de documentaire Soeurs de combat, een film over het engagement van jongeren voor het klimaat geregisseerd door Henri De Gerlache. De film werd onder meer uitgezonden door de RTBF.

### I Am Greta
In 2020 verscheen ze in de documentaire I am Greta van Nathan Grossman.

## Erkenning en prijzen
In september 2019 werd ze door de Waalse regering geëerd met de Medaille du Mérite Wallon tijdens de Fêtes de Wallonie. Ze werd gedecoreerd door Willy Borsus, Vice-Président de la Wallonie.
In januari 2020 won ze de prijs Namuroise de l’année in de categorie "Engagement pour la planète", voor haar strijd als leider van de marsen voor het klimaat.
En februari 2022 ontving ze de "Leadership féminin de l’année"-prijs tijdens de Lobby Awards 2021.

## Publicaties
In 2020 is Adélaïde Charlier samen met Esmeralda de Belgique, Anuna De Wever en Sandrine Dixson-Declève co-auteur van het boek Quel monde pour demain, dialogue entre générations (vertaald: "Welke wereld voor morgen, dialoog tussen generaties"). Het boek gaat in de vorm van een dialoog over klimaatkwesties en biedt oplossingen voor een duurzamere toekomst.